# Francheville (Orne)
Francheville é uma comuna francesa na região administrativa da Normandia, no departamento de Orne. Estende-se por uma área de 9,72 km². Em 2010 a comuna tinha 148 habitantes (densidade: 15,2 hab./km²).